# Friedrich von Luxburg (Diplomat)
Friedrich Christian Johann Graf von Luxburg (* 20. Juni 1783 in Zweibrücken; † 10. Juli 1856 in Reichenhall) war ein königlich bayerischer Staatsrat und Gesandter.

## Herkunft
Er entstammte einem St. Gallener Ratsgeschlecht und war der Sohn des im Jahr 1790 in den Reichsgrafenstand erhobenen Johann Friedrich Freiherr von Luxburg (1748–1820), pfalzgräflich zweibrückener und landgräflich hessen-darmstädtischer Geheimer Rat und Oberschenk und der Maria Freiin Vogt von Hunolstein.
Seine Schwester Auguste (* 1788) war mit dem Freiherrn Wilhelm von Berstett (1769–1837), grossherzöglich badischer Kabinetsminister und Präsident des Staatsministeriums verheiratet.
Am 11. Januar 1813 wurde Friedrich mit seinen Geschwistern im Königreich Bayern bei der Grafenklasse immatrikuliert.

## Leben
Er war 1798 Student in Marburg und „bis 1800 Zögling in Creuzers Institut“, blieb seitdem zeitlebens mit Creuzer und Friedrich Karl von Savigny verbunden, studierte aber auch in Göttingen und Heidelberg.
Luxburg war königlich bayerischer Kämmerer und Staatsrat. Ab 15. August 1803 war er der bayerischen Gesandtschaft in der Schweiz beigegeben, ab 5. September 1806 war er Legationssekretär und Interimsgeschäftsträger in Bern. 1808 wurde er nach Sankt Petersburg versetzt und 1810 nach Paris. Im Jahr 1813 wurde er an den westfälischen Hof nach Kassel versetzt und ging 1814 in den einstweiligen Ruhestand. Im Jahr 1816 wurde er außerordentlicher Gesandter und bevollmächtigter Minister am sächsischen Hof in Dresden und wohnte dort hinter der Frauenkirche 5 A.
In Dresden heiratete Luxburg am 7. Januar 1819 Maria Anna Freiin von Gumppenberg-Pöttmes, Schwester des bayerischen Landtagsabgeordneten Wilhelm von Gumppenberg, und hatte mit ihr zwei Söhne und drei Töchter. Das Paar bezog das Haus Scheffelgasse 155 unweit des damaligen Dresdner Rathauses am Dresdner Altmarkt. Dort logierte zuvor der Chargé d'affaires (Geschäftsträger) der Gesandtschaft des Königlich Dänischen Hofes, der mit Mathilde Therese geb. Holsten verheiratete Legationsrat Mathias Friis von Irgens-Bergh.
Ab 1826 war er Gesandter in Berlin, wo er u. a. für den Anschluss Bayerns an den Zollverein verantwortlich war. Von 1836 bis 1840 war er außerordentlicher Gesandter und bevollmächtigter Minister in Paris und schließlich von 1847 bis 1849 in Wien.

## Familie
Er heiratete am 7. Januar 1819 die Freiin Maria Anna von Gumppenberg-Pöttmers (* 27. November 1795; † 26. Oktober 1854). Das Paar hatte mehrere Kinder, darunter:
- Maximilian Joseph (* 29. September 1823; † 10. Oktober 1881) ⚭ 1852 Clementine Marie Natalie von Gasser (* 10. Januar 1831 † 20. März 1877)
- Friedrich Carl Bernhard (* 21. August 1829; † 23. November 1905), Regierungspräsident von Unterfranken ⚭ 1869 Luise von Schoenaich-Carolath-Beuthen (* 4. November 1847; † 30. September 1929)
- Caroline Maximiliane (* 2. Januar 1820; † 21. Oktober 1881) ⚭ 1853 Freiherr Maximilian von Cetto (* 11. April 1816; † 19. November 1873), Herr auf Ober-Lauterbach